# King Gordy
Pour les articles homonymes, voir Gordy (homonymie) et Alford.
King Gordy, de son vrai nom Waverly W. Alford III, né le 18 août 1977 à Détroit dans le Michigan, est un rappeur américain. Hormis sa carrière musicale, King Gordy joue dans le film 8 Mile, avec Eminem, dans lequel il interprète le rôle d'un rappeur du nom de Big O.

## Biographie
King Gordy est un rappeur axé horrorcore originaire de Détroit dans le Michigan. Il participe au premier album solo de Bizarre. Gordy et Bizarre sont des amis d'enfance. Les deux formeront un duo appelé The Davidians. Également membre du groupe Fat Killahz, il travaille avec Eminem, Proof et surtout Bizarre. Très présent aux côtés de D12, il participe en 2009 à la tournée du groupe, le Dirty and Dazed Tour. 
En 2002, King Gordy joue dans le film 8 Mile, avec Eminem, dans lequel il joue un rappeur sous le nom de Big O,. Gordy publie son premier album solo intitulé The Entity le 24 juin 2003 produit par Eminem.
En 2011, Gordy met de côté l'horrorcore pour consacrer son huitième album studio, King Gordy Sings the Blues, au Detroit blues.
En 2012, Twitter suspend King Gordy pour diverses raisons comme il le mentionne sur son album Hail Dark Lord Vader. En 2013, The Davidians publient deux nouveaux singles dont un intitulé Justin Beiber dans lequel Gordy exprime ouvertement sa haine envers le chanteur canadien. Le 5 février 2013, King Gordy est touché cinq fois par balle lors d'un braquage à Détroit. Après cet événement, Bizarre tweete, « King gordy... soigne-toi bien négro.. Je prie pour toi... » Depuis son rétablissement, Gordy continue à tourner des clips musicaux. Il explique sur Twitter ne plus vouloir jouer de l'horrorcore sauf si rémunération en contre-partie ; Gordy annonce également ne pas pouvoir participer aux Gathering of the Juggalos la même année.

## Discographie

### Albums studio
- 2003 : The Entity
- 2006 : King of Horrorcore
- 2007 : Van Dyke and Harper Music
- 2007 : Cobain's Diary
- 2008 : The Great American Weed Smoker
- 2009 : King of Horrorcore 2
- 2010 : Xerxes The God-King
- 2011 : King Gordy Sings the Blues

### EPs
- 2011 : Jesus Christ's Mistress
- 2012 : Hail Dark Lord Vader
- 2016 : Herojuana (avec Bang Belushi)

### Apparitions
- 2002 : Life avec Promatic (Promatic, Promatic)
- 2005 : Nothing To Lose avec Proof (Searching for Jerry Garcia, Proof)
- 2005 : Ghetto Music avec Bizarre, Swifty Mc Vay & Stic-man (Hannicap Circus, Bizarre)
- 2006 : This Is How We Get Down, avec D12 & Fat Killahz (Trouble Soon, DJ Salam Wreck)
- 2007 : Fat Boy, Rock Out avec Bizarre, Knock 'Em Out avec Bizarre & Tech N9ne, Animal avec Bizarre & Razzaq, Wicked avec Bizarre & Twiztid, Cakin' avec Bizarre, Dub, Gam & Scarchild (Blue Cheese & Coney Island, Bizarre)
- 2008 : I'm From The D, Win or Lose, Don't Hate, Mrs Pitts avec D12, Cheating In The Bedroom avec D12 & Monica Blair (Return of the Dozen, D12)
- 2010 : I Ain't Crazy avec D12 & Potluck (Greatest Hits, Potluck)
- 2010 : Rock It Out avec Bizarre, Whatcha Smokin On (Friday Night at St. Andrews, Bizarre)
- 2011 : Fucking You Up avec D12 & Young Zee (Return of the Dozen Vol. 2, D12)